# June Haimoff
Joan Christine Fairey (Essex, 27 december 1922 – Dalyan, 23 april 2022), beter bekend als June Haimoff, was een Brits milieuactiviste, die, samen met andere milieuactivisten zoals David Bellamy, Lily Venizelos, Günther Peter, Nergis Yazgan en Keith Corbett, in de periode van 1984–1988 met succes een campagne voerde ter bescherming van de habitat van de onechte karetschildpad (Caretta caretta) op het İztuzu-strand bij Dalyan in de Turkse provincie Muğla. Dit strand geldt als een van de belangrijkste nestplaatsen van de soort in Turkije en het Middellands Zeegebied.

## Milieuactivisme
June Haimoff deed Zuidwest-Turkije voor het eerst aan in 1975, toen de streek toeristisch nog niet ontdekt was. Ze kwam er in een verbouwde vissersboot, de Bouboulina, die ze in Griekenland gekocht had. In de periode 1975-1981 deed ze het strand op haar bootreizen af en toe even aan en verwierf zo de geuzennaam Kaptan June bij de plaatselijke bevolking. In 1984 vestigde ze zich definitief in Dalyan in haar eigen baraka (strandhut) op het İztuzu-strand. Toen duidelijk werd dat er plannen waren om het strand te exploiteren voor massatoerisme, startte ze een actie om het strand als habitat voor de onechte karetschildpad te redden, een soort die op de Rode Lijst staat van het IUCN. In 1986 besloten de plaatselijke autoriteiten dat de hutten op het strand per oktober "om gezondheidsredenen" moesten verdwijnen. In april 1987 werd een start gemaakt met de bouw van het Kaunos Beach Hotel, een hotelcomplex met een capaciteit van 1800 bedden. Dit leidde wereldwijd tot protesten, o.a. van het IUCN ,Greenpeace, het WNF en de  Zoologische Gesellschaft Frankfurt. Met name in de Bondsrepubliek Duitsland ontstond grote ophef, doordat de DEG (Deutsche Finanzierungsgesellschaft für Beteiligungen in Entwicklungsländern) hieraan een bedrag van ca. 5 miljoen euro uit publieke middelen wilde besteden onder het mom van ontwikkelingssamenwerking.
June Haimoff benaderde het Wereld Natuur Fonds, waarop de Britse prins Philip, die destijds voorzitter was, de Turkse premier Turgut Özal verzocht om de bouw stil te leggen, in afwachting van een milieueffectenrapportage. Het project werd in september 1987 stilgelegd en in 1988 besloot de Turkse regering tot een definitief bouwverbod. De Köyceğiz-Dalyanregio kreeg de status van Special Environmental Protection Area (Bijzonder Natuurbeschermingsgebied).
June Haimoff verhaalde haar succesvolle gevecht om het behoud van de schildpaddensoort in haar autobiografische boek Kaptan June and the Turtles, dat in 1997 voor het eerst gepubliceerd werd. In 2001 verscheen de Turkse vertaling Kaptan June ve Kaplumbağalar.
In de New Year’s Honor List van 2011 werd haar door de Britse koningin Elizabeth II een MBE-onderscheiding toegekend voor haar betekenis voor milieubehoud en de bescherming van beschermde zeeschildpadden in Turkije.
June Haimoff was tot op hoge leeftijd betrokken bij natuur- en milieubehoud in het Natuurbeschermingsgebied Köyceğiz-Dalyan. Ze zette zich onder andere in voor het behoud van de endemische oosterse amberboom (Liquidambar orientalis). In het voorjaar van 2011 werd de Kaptan June Sea Turtle Conservation Foundation opgericht, een stichting ter bescherming van de habitat van de onechte karetschildpad. De stichting heeft haar Informatiecentrum en museum aan de buszijde van het Iztuzustrand aan het bospad dat neerkijkt op de plaats waar in april 1987 de bouw van het Kaunos Beach Hotel startte.

## Privé
June Haimoff werd in 1922 geboren in Essex en is dochter van Christopher en Madeleine Fairey. Vanaf jonge leeftijd volgde ze ballet en zangles. Tijdens de Tweede Wereldoorlog werkte ze als zangeres in het London Palladium en The Prince of Wales in Londen. In 1944 studeerde ze opera onder the Tjsechoslowaakse Margaret Kowalski. Vervolgens ging ze vier maanden naar Milaan om er Italiaans en opera te studeren. Tijdens haar huwelijk met Charles Haimoff schilderde ze en had haar eigen galerie in de Zwitserse plaats Gstaad. 
Ze overleed in 2022 op 99-jarige leeftijd.